# ITF Men's World Tennis Tour
ITF Men's World Tennis Tour er en serie af professionelle tennisturneringer, arrangeret af International Tennis Federation (ITF) for mandlige tennisspillere. 
Serien er en del af ITF World Tennis Tour, og fungerer som en udviklingstour for de højere rangerede ATP Challenger Tour og ATP Tour. 